# Cid Rojas Américo de Carvalho
Cid Rojas Américo de Carvalho (Rio Branco, 6 de novembro de 1923 – Rio de Janeiro, 28 de outubro de 2004) foi um advogado, jornalista e político brasileiro que exerceu sete mandatos de deputado federal pelo Maranhão.

## Biografia
Filho de Domingos Américo de Carvalho e Cherubina Americo Rojas de Carvalho. Advogado formado em 1949 pela Faculdade de Direito da Universidade Federal do Rio de Janeiro foi oficial de gabinete do Ministério da Justiça entre 1949 e 1950 e representou o Maranhão junto à Superintendência do Plano de Valorização Econômica da Amazônia. Filiado ao PSD foi eleito deputado federal pelo Maranhão em 1954 integrando-se à chamada "ala moça" em apoio a Juscelino Kubitschek, vencedor das eleições presidenciais de 1955.
Reeleito em 1958 e 1962 chegou a vice-líder da bancada antes de ir para o PTB por divergências políticas e foi presidente do diretório estadual. Após o golpe que instaurou o Regime Militar de 1964 migrou para o MDB e foi reeleito em 1966 e exerceu o mandato até ser cassado em 1969 pelo Ato Institucional Número Cinco.
De volta à política pelo PMDB foi reeleito deputado federal em 1982 e votou a favor da emenda Dante de Oliveira em 1984 e em Tancredo Neves no Colégio Eleitoral em 1985. Dono de novo mandato em 1986 participou da Assembleia Nacional Constituinte e subscreveu a Constituição de 1988. Reeleito para o seu último mandato em 1990 votou pelo impeachment de Fernando Collor na sessão da Câmara dos Deputados em 29 de setembro de 1992.
Implicado no caso dos Anões do Orçamento renunciou ao mandato em 23 de março de 1994 para preservar os direitos políticos e em seu lugar foi efetivado Eurico Ribeiro.